# جان فاکس بورگوین
جان فاکس بورگوین (انگلیسی: John Fox Burgoyne؛ ۲۴ ژوئیه ۱۷۸۲ – ۷ اکتبر ۱۸۷۱ (aged 89)) فرد نظامی اهل پادشاهی متحد بریتانیای کبیر و ایرلند بود. وی همچنین برندهٔ جوایزی همچون همکار انجمن سلطنتی شده‌است.